# Peter Pollák
Peter Pollák (nascido em 20 de abril de 1973 em Levoča) é um político eslovaco eleito membro do Parlamento Europeu em 2019.